# نور العيون في تلخيص سيرة الأمين المأمون (كتاب)
نور العيون: كتاب مختصر في السيرة النبوية، من تصنيف الحافظ ابن سيد الناس.

## موضوع الكتاب
جعله تلخيصاً لكتابه المشهور عيون الأثر في فنون المغازي والشمائل والسير، معللا ذلك بقوله: «فلما وضعت كتابي المسمّى عيون الأثر في فنون المغازي والشمائل والسيـر ممتعًا في بابه، مغنيًا عما سواه لقاصدي هذا العلم وطلابه.. رأيت أن ألخِّص في هذه الأوراق منه ما قرب مأخذه ونقله، وسهل تناوله وحمله، ليكون للمبتدي تبصرة، وللمنتهي تذكرة».

## منهج الكتاب
سلك في الكتاب مسلكاً تاريخياً مختصراً، فذكر نسب النبي ﷺ، ثم مولده ورضاعه ونشأته، ثم بعثته، ثم غزواته وبعوثه، ثم حجه، ثم صفته وأخلاقه وسلوكه، ثم زوجاته وأولاده وأعمامه وعماته، ثم مواليه وخدمه وحراسه، ثم رسله وكتّابه وسيّافيه، ثم نجباء أصحابه، ثم دوابّه وسلاحه وأثوابه وأثاثه، ثم ذكر نبذة من معجزاته، ثم ختم ذلك بذكر وفاته صلى الله عليه وسلم وغسله وتكفينه وما أحاط بذلك. ثم أضاف عليه نبذة مختصرة عن مناقب الخلفاء الأربعة من بعده ، أبي بكر الصديق، وعمر بن الخطاب، وعثمان بن عفان، وعلي بن أبي طالب ، ثم سبطيه الحسن والحسين ابني علي بن أبي طالب .

## طبعات الكتاب
من طبعاته:
- (نور العيون في تلخيص سيرة الأمين المأمون) لابن سيِّد الناس، بتحقيق سليمان الحرش.[2]